# Cúber
Cúber es un embalse artificial de agua situado en las faldas del Puig Major y del Morro de Cúber, en la isla de Mallorca (Islas Baleares, España). Junto con el embalse de Gorg Blau, abastece de agua a la ciudad de Palma de Mallorca y a sus alrededores.
El agua de estos dos embalses se distribuye hasta los municipios del Área metropolitana de Palma de Mallorca a través del Torrente de Almadrá.
El nombre proviene de la cercana finca de Cúber. Entre otros, también recibe el nombre de dicha finca la cima situada sobre el pantano: el Morro de Cúber.